# Song cầu khuẩn

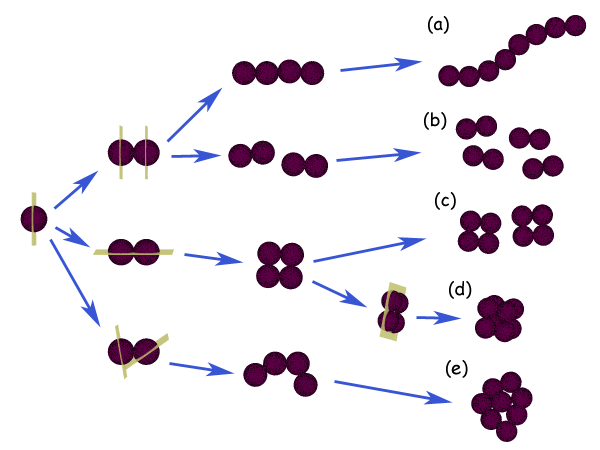
Cấu trúc b miêu tả song cầu khuẩn

Song cầu khuẩn hay lận cầu (tiếng Anh: diplococcus) là một vi khuẩn dạng cầu (cầu khuẩn) thường xuất hiện ở dạng hai tế bào được nối.

## Phân loại
Các song cầu khuẩn Gram âm điển hình là Neisseria,  Moraxella catarrhalis, và Acinetobacter. Các song cầu khuẩn Gram dương điển hình là phế cầu khuẩn và Enterococcus
Từ diplococcus được lấy từ "diplo", có nghĩa là hai lần, và "coccus", có nghĩa là quả (dựa vào đặc tính hình cầu tròn và hình trứng của nó).
Trước đây, chi vi khuẩn Diplococcus được công nhận, nhưng nó không được dùng nữa.
Song cầu khuẩn liên quan tới căn bệnh encephalitis lethargica.

### Song cầu khuẩn Gram âm

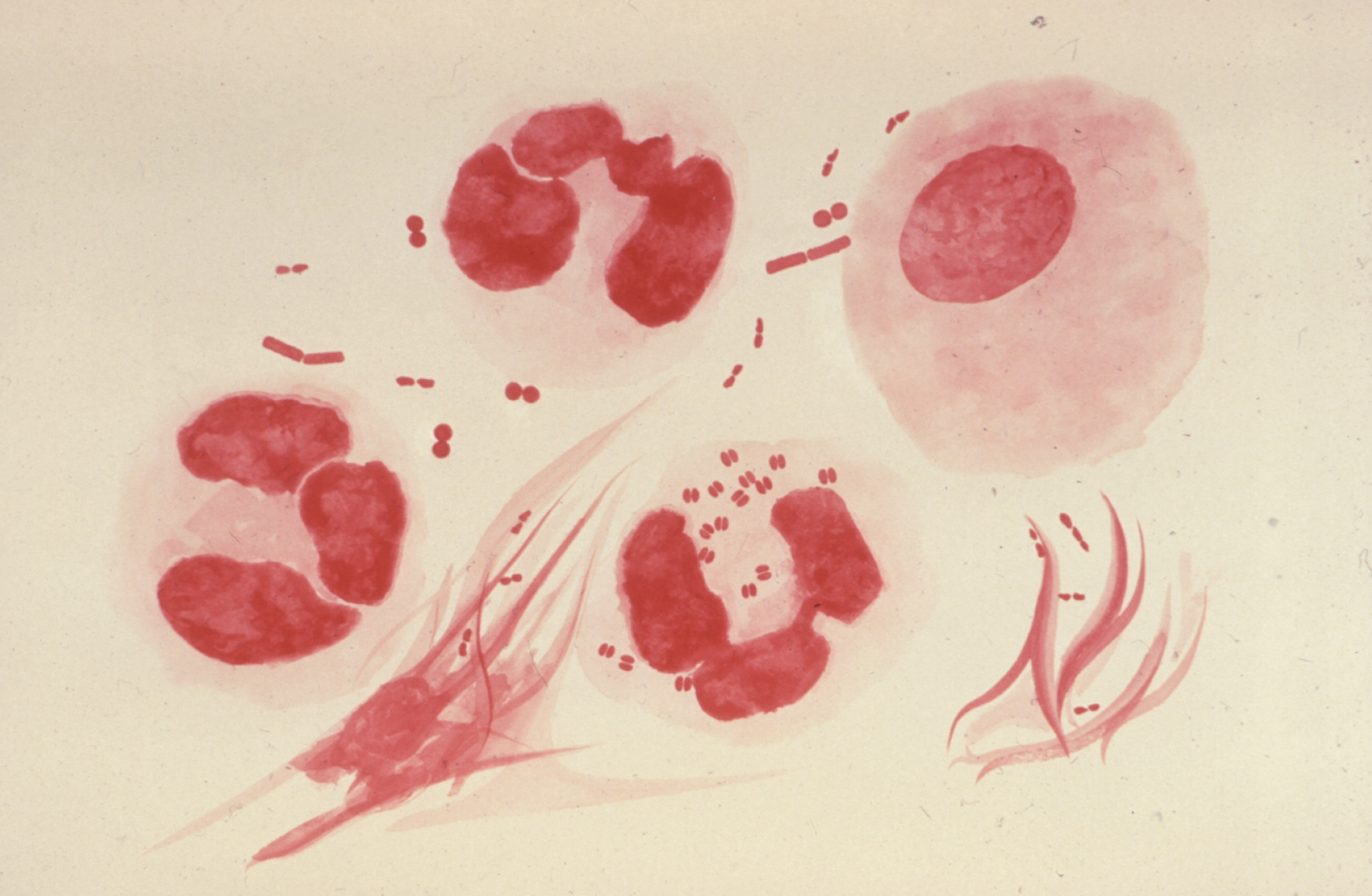
bạch cầu hạt trung tính bị nhiễm với neisseria gonorrhoeae, một song cầu khuẩn nhỏ có tính chất Gram âm.

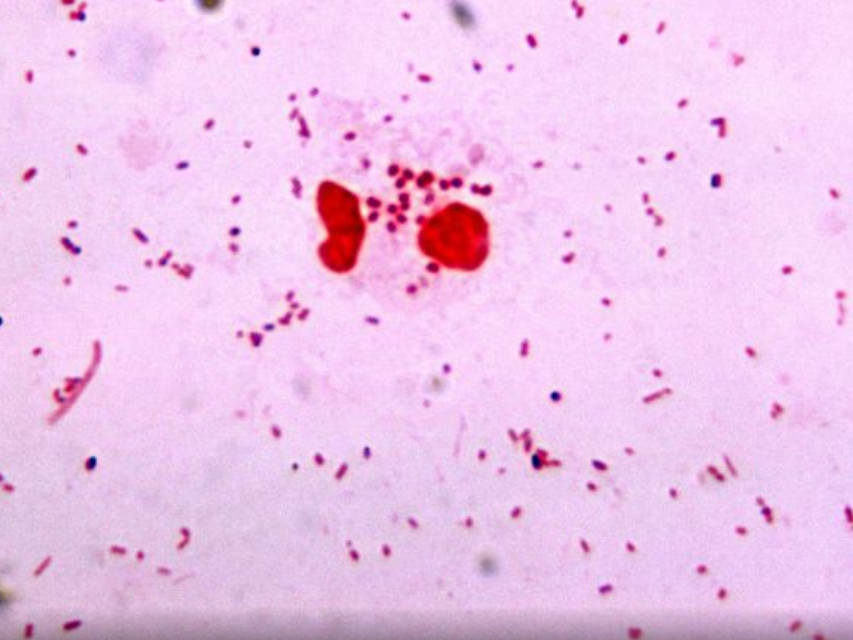
Ví dụ của sự hình thành song cầu ở vi khuẩn của N. gonorrhoeae.

## Nguyên tắc phân loại

### Neisseriaspp.
Ngành: Proteobacteria
Lớp: Betaproteobacteria
Bộ: Neisseriales
Họ: Neisseriaceae
Chi: Neisseria
Chi Neisseria  thuộc về họ Neisseriaceae. Chi này, Neisseria, được chia thành 10 loài khác nhau, nhưng hầu hết chúng là Gram âm và hình cầu. Vi khuẩn Gram âm, mà loại cầu bao gồm: Neisseria cinerea, Neisseria gonorrhoeae, Neisseria polysaccharea, Neisseria lactamica, Neisseria meningitidis, Neisseria mucosa, Neisseria oralis và Neisseria subflava. Trong số các loài Neisseria này, loài gây bệnh phổ biến nhất là N. meningitidis và N.gonorrhoeae.

### Moraxella catarrhalis
Ngành: Proteobacteria
Lớp: Gammaproteobacteria
Bộ: Pseudomonadales
Họ: Moraxellaceae
Chi: Moraxella

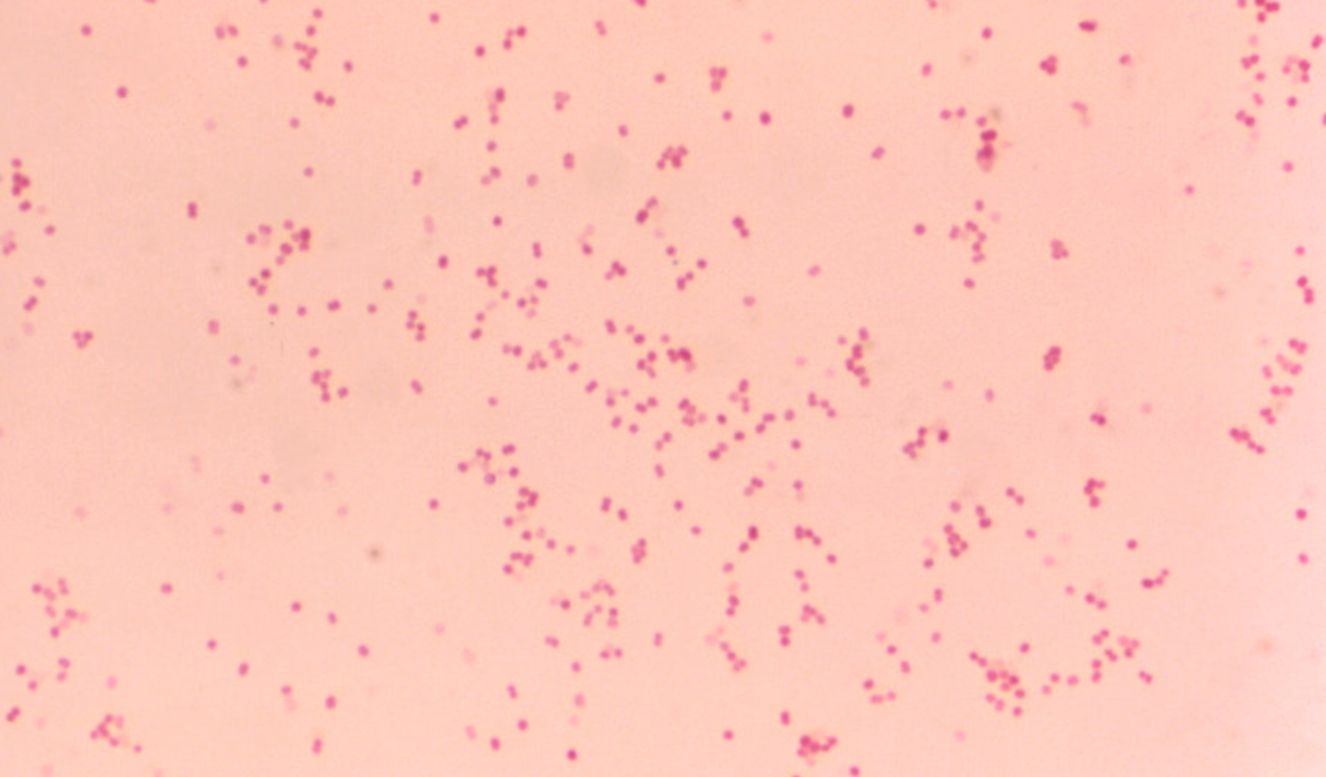
Hình minh họa của sự hình thành song cầu khuẩn trong M. catarrhalis.

Chi Moraxella thuộc về họ Moraxellaceae. Chi này, Moraxellaceae, bao gồm trực cầu khuẩn Gram âm là: Moraxella lacunata, Moraxella atlantae, Moraxella boevrei, Moraxella bovis, Moraxella canis, Moraxella caprae, Moraxella caviae, Moraxella cuniculi, Moraxella equi, Moraxella lincolnii, Moraxella nonliquefaciens, Moraxella osloensis, Moraxella ovis và Moraxella saccharolytica, Moraxella pluranimalium. Tuy nhiên, Loài duy nhất có hình thái của song cầu khuẩn là Moraxella catarrhalis. M. catarrhalis là một mầm bệnh góp phần gây nhiễm trùng trong cơ thể con người.

### Streptococcus pneumoniae
Ngành: Firmicutes
Lớp: Bacilli
Bộ: Lactobacillales
Họ: Streptococcaceae
Chi: Streptococcus
Loài: Streptococcus pneumoniae

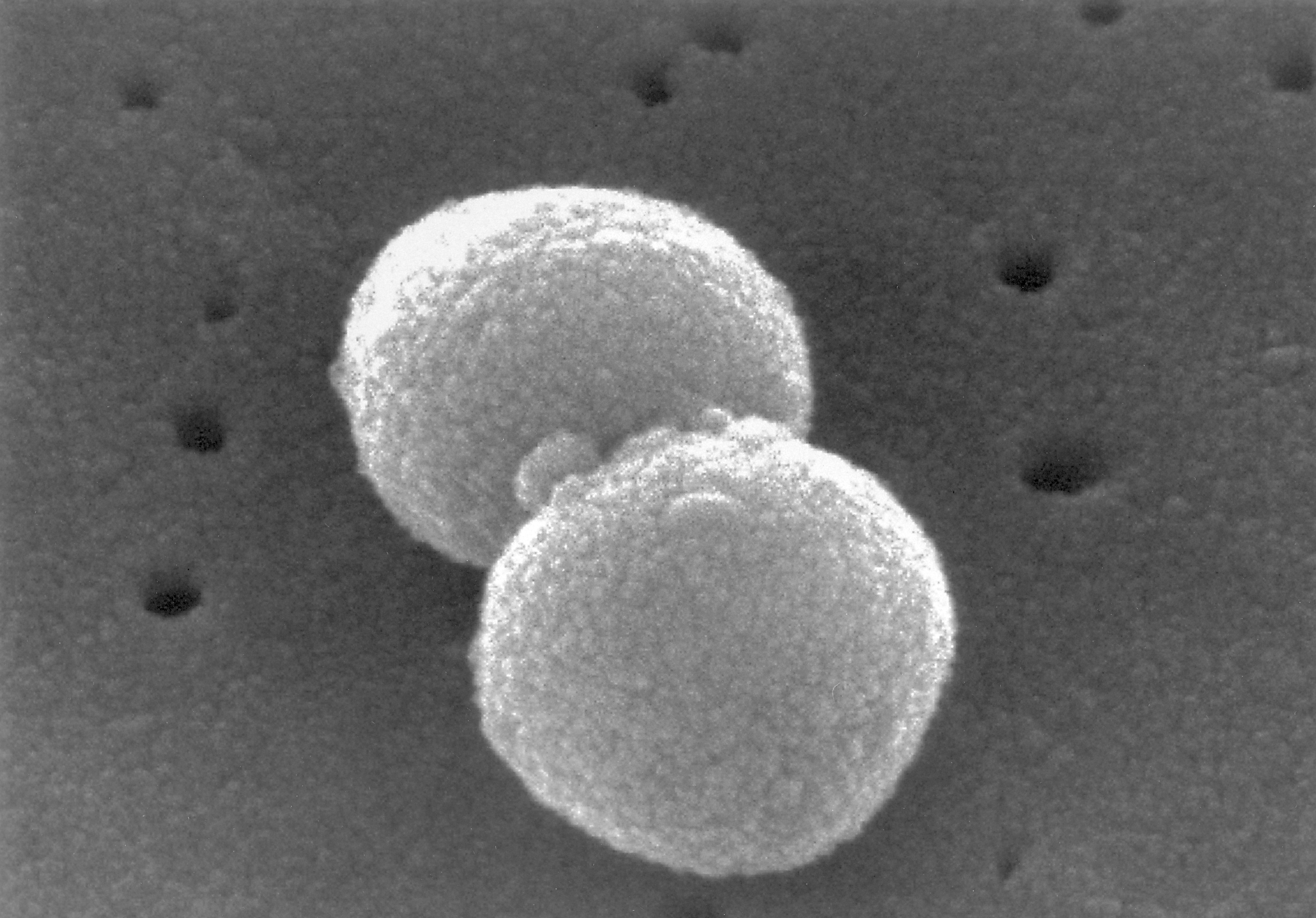
Sự hình thành song cầu khuẩn trong S. pneumoniae

Loài Streptococcus pneumoniae thuộc về chi Streptococcus và họ Streptococcaceae. Chi Streptococcus có khoảng 129 loài và 23 phân loài, điều này giúp các vi sinh vật trong cơ thể người.  Cũng có nhiều loài vô hại; tuy nhiên, cũng có vài loài, như S. pneumoniae, có tính chất gây hại cho cơ thể người.

### Enterococcus spp.
Ngành: Firmicutes
Lớp: Bacilli
Bộ: Lactobacillales
Họ: Enterococcaceae
Chi: Enterococcus

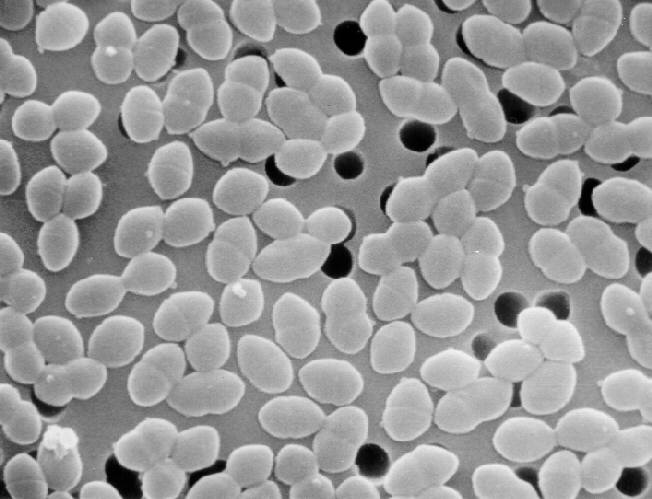
Sự hình thành song cầu khuẩn trong Enterococcus.

Chi Enterococcus thuộc về họ Enterococcaceae. Chi này được chia thành 58 loài và 2 phân loài. Những cầu khuẩn Gram dương này từng được cho là vô hại cho cơ thể người. Tuy nhiên, chỉ trong 10 năm, đã có một dòng gây bệnh bắt nguồn từ vi khuẩn Enterococcus.

## Mầm bệnh
Nhiều song cầu khuẩn có loài gây mầm bệnh. Ví dụ song cầu khuẩn Gram âm gây mầm bệnh là N.gonorrhoeae và N. meningitidis. N. gonorrhea được lây nhiễm khi giao hợp tình dục với người bị nhiễm. Vi khuẩn này sẽ lẩn vào hệ sinh dục của phụ nữ, làm nhiễm khuẩn cổ tử cung và tử cung. Môt khi mô màng bên trong ống dẫn trứng đã bị nhiễm khuẩn, việc biến chứng trong thụ thai sẽ tăng lên. Ở đàn ông, vi khuẩn này sẽ lây nhiễm niệu đạo. Kết quả xét nghiệm trên đàn ông cho thấy vi khuẩn trở thành một cụm bên trong biểu mô và thể hiện những dấu hiệu gây hại cho các tế bào này. N. meningitidis, còn được biết đến là meningococcus, có thể gây nhiễm khuẩn bên ngoài và cả bên trong cơ thể, ví dụ như phổi, phần trên cổ họng, hoặc da, cuối cùng nó sẽ đi vào mạch máu. Những vi khuẩn gây hại như thế này sẽ đâm chồi trong mạch máu và cuối cùng gây chết nếu đủ điều kiện.  Một ví dụ khác của song cầu khuẩn Gram âm gây mầm bệnh là Moraxella catarrhalis. Một nghiên cứu của M. catarrhalis được thực hiện trên 58 ca và tất cả đều thực hiện giống nhau, nhưng lại cho kết quả khác nhau. Nhiều ca cho thấy sự nhiễm khuẩn bên trong cơ thể: viêm họng, viêm khí quản, viêm xoang, viêm phế quản, và viêm tai. Ít ca nhiễm viêm màng não, viêm màng trong tim, và chứng viêm khớp.
Ví dụ vi khuẩn Gram dương gây mầm bệnh bao gồm  Streptococcus pneumoniae và một vài loài vi khuẩn Enterococcus. Streptococcus pneumoniae gây nhiễm khuẩn ở đường hô hấp và hệ miễn dịch của con người. Vi khuẩn này sau đó tụ tập ở cuối cuống phổi ở túi phổi, khiến gây viêm. Theo đó, có thể gây viêm phổi. Enterococcus gây viêm màng não Enterococcus, là một căn bệnh hiếm thấy. Những sự viêm nhiễm này có thể ảnh hưởng đến đường tiết niệu và vết thương sau giải phẫu, mà vẫn đang hồi phục.